# Psaliodes damia
Psaliodes damia är en fjärilsart som beskrevs av Druce 1893. Psaliodes damia ingår i släktet Psaliodes och familjen mätare. Inga underarter finns listade i Catalogue of Life.